# Prince-de-galles (tissu)
Pour les articles homonymes, voir Prince de Galles.

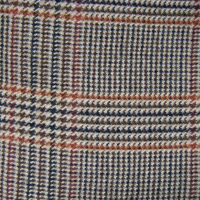
Tissu Prince de Galles.

Le prince-de-galles (Prince of Wales check en anglais) est souvent un tissu en laine. Il est formé très exactement de carrés de couleurs qui viennent se superposer sur des carreaux-fenêtre Glen Urquhart, caractéristique des domaines du comté de Seafield.  Cette étoffe comprend des carreaux complexes formés à chaque angle de petits carreaux armure pied de poule, ces petits carreaux sont reliés entre eux par des effets de rayures verticales et horizontales représentant des armures factices ; le terme « prince-de-galles » s’applique aussi bien au motif du dessin qu’au textile.
Ce genre de motif a été créé à l'intention des grands propriétaires fonciers anglais établis en Écosse (dans le village d'Urquhart, près d'Inverness) et qui n'avaient pas droit au tartan, le motif des clans. Comme ils voulaient malgré tout habiller leur personnel avec des dessins identifiables, ils les pourvurent de carreaux de fantaisie appelé district checks. En Angleterre — contrairement à l'Amérique et au continent —, ce tissu n'est pas prévu pour les affaires, mais pour le sport ou le loisir.
Le motif de cet habillement s'applique de nos jours aussi bien aux vêtements masculins que féminins.
Dans les années 1920, le prince de Galles, futur Édouard VIII, s'éprend de cette étoffe, ce qui lui donne son nom, après l'ajout de fines raies colorées en plus des rayures originelles. Au départ, porter un tel tissu « sport » en ville faisait scandale, mais il est popularisé par les Américains, notamment dans les films, avec Cary Grant dans La Mort aux trousses (1959) ou encore Steve McQueen dans L'Affaire Thomas Crown (1968). La teinte varie selon les modes : ainsi elle était plutôt gris très clair dans les années 1960 alors qu'elle est généralement gris moyen avec un filet bleu ciel de nos jours.

## Sources
1. ↑  Tartan du Clan Urquhart (en), originaire du Glen Urquhart (en) selon la tradition.
2. ↑  Institut Français Textile-Habillement
3. 1 2  Scavini, « Prince-de-Galles au pluriel ! », Le Figaro Magazine, semaine du 30 mars 2018, p. 119.